# Novodevitjijinstitutet
Novodevitjijinstitutet var en rysk flickskola, grundad av kejsarinnan Katarina den stora år 1765. 
Dess grundande var ett viktigt steg för att göra högre utbildning tillgänglig för kvinnor i Ryssland: 
"Möjligheten att förse kvinnor med formell utbildning i Ryssland påbörjades först 1764 och 1765, när Katarina II etablerade först Smolnyjinstitutet för adliga flickor i Sankt Petersburg och sedan Novodevitjijinstitutet för gemene mans döttrar."